# Гнев и слава
«Гнев и слава» — израильский исторический драматический фильм 1984 года, написанный и снятый Ави Нешером.

## Производство фильма
Это пятый фильм Ави Нешера, в нём воссозданы действия иерусалимской ячейки «Лехи» в марте 1942 года, вскоре после убийства «Яира» британскими мандатными властями. Фильм снят в период с января по май 1984 года.
Сценарий был написан после интервью с бойцами «Лехи», особенно с Давидом Шомроном и Аншелем Шпильманом. В консультациях также участвовал Ицхак Шамир. Были воссозданы реальные события, такие как распространение листовок, похищение и убийство Алекса Рубовица, военный суд и казнь через повешение, подпольная трансляция, покушение на британского командира и др. Бюджет фильма был около миллиона долларов, и он был в производстве в течение года. Для производства фильма были тщательно восстановлены детали того периода: подвальные квартиры почти без мебели, в которых жили подпольщики, штаб-квартира британской полиции, стиль жизни и одежда в Иерусалиме 1940-х годов, плакаты «Лехи», обмундирование британской армии, привезенное специально из Англии, военные грузовики и оружие того периода. Актеры добровольно заперлись на три месяца в одной квартире, чтобы воочию узнать характер жизни подпольщиков.
Фильм уделяет значительное внимание объяснению мотивов повстанцев, целью которых была борьба с предательской, по их мнению, политикой британских властей, препятствующей бегству евреев от Холокоста в Европе.  Эта политика британцев нарушала основное условие британского мандата полученного от Лиги Наций - создание еврейского национального дома и убежища для евреев от преследований в диаспоре. Несмотря на это, британские мандатные власти отказали евреям в убежище с 1939 до 1948 года, включая во время нацистского геноцида приведшего к массовому и планомерному убийству 6 миллионов евреев.
Титры в начале фильма упоминают что с началом войны основные еврейские военные организации, Хагана и Иргун, прекратили анти-британскую подпольную деятельность и присоединились к военным усилиям Британии против Германии. Большинство  еврейского населения не осознавало масштабов Холокоста в Европе и срочность преодоления британской блокады еврейских беженцев.  Бойцы «Лехи» вынуждены бороться с британскими властями в одиночестве, окружённые стеной всеобщего отчуждения.
Фильм вызвал большие споры в Израиле в ходе Ливанской войны (Нешера даже обвинили в легитимации терроризма), но, с другой стороны, фильм был признан и оценен на кинофестивалях по всему миру, в глазах критиков и профессионалов кино. В США считается одним из самых стильных боевиков из когда-либо созданных. Во время производства фильма Джулиано Мер был ранен осколками холостой пули, режиссер Ави Нешер заменил раненого Джулиано Мера в съемках сцены взрыва здания полицейского участка. Несколько месяцев спустя, после выздоровления  Мера, они дополнили снимки сцены крупным планом.

## Сюжет
Фильм начинается с подпольной трансляции «Лехи» Дафной (Хана Азулай) из подземного помещения в Иерусалиме, где находятся командующий иерусалимским отделением Мельник (Игаль Наор) и автор передач Слоним (Лиор Нахман).
Дата — 14 марта 1942 года, примерно через месяц после убийства Авраама Штерна. Штаб «Лехи» отправляет Эдди «Мясника» (Джулиано Мер), бесстрашного бойца, в Иерусалим, чтобы разбудить «сонную» ячейку и убить британского командующего в Иерусалиме.
Среди бойцов ячейки также Ноах Каплан (Рони Пинкович), 19-летний выпускник средней школы. Он влюблен в свою школьную подругу Анджелу Сассон (Рона Фрид). Рони прибывает на танцевальную вечеринку, на которой присутствуют британские солдаты. Анжела знакомит Ноаха со своим отцом (Жак Коэн) и матерью (Габи Алдор), но они не одобряют ее отношения с Ноахом.
Британцы арестовывают Шимона Рубовица (Яхли Бергман) во время распространения листовок. Он замучен до смерти следователем Гарвином (Джон Филлипс), но не называет имен своих друзей.
Эдди планирует убить британского командира. Взрывчатку готовит «Пиноккио» (Товиа Гелбер) и она должна взорваться при въезде командирской машины на укрепленную базу. Взрывное устройство даёт осечку, план нарушен, однако боец Алекс (Дуду Яфет) в порыве отчаяния всё равно открывает огонь, за ним следуют остальные нападавшие. Британцы открывают шквальный огонь и поражают Алекса. Бойцы отступают с ранеными, но их потайная квартира раскрыта осведомителем. Британцы спешат туда и захватывают Алекса. Он предстает перед британским военным судом и произносит пламенную речь против предательской политики британского правительства препятствующей спасению евреев от массовой гибели в Холокосте предотвращая их бегство в Землю Израиля. Алекс осуждён британским судом на казнь, демонстративно отказывается от ходатайства о помиловании, и казнён британцами на виселице. «Пиноккио» удается сбежать в квартиру своей подруги Яэль (Сигал Коэн), которая заботится о нем и подбадривает его.
Ноах и Анжела подпольно женятся, скрытно от родителей. В конце концов ее отец решает продать свою фабрику и эмигрировать в Соединенные Штаты, и Анджела сообщает Ноаху, что она должна уехать с родителями.
Эдди готовит атаку на британскую базу, закладывая бомбу в ранее отбитый у британцев грузовик с бойцами «Лехи», одетыми как британские солдаты. Им удается проникнуть в грузовике на британскую базу, но их распознают. Завязывается длительная ожесточенная битва, в которой Эдди и все нападавшие Лехи убиты, кроме Ноаха, которому удается сбежать. Машина взрывается и сеет хаос.
Ноаха поймали через шесть недель, приговорили к пожизненному заключению и освободили с созданием Государства Израиль

## Актеры и персонажи
| Имя игрока     | название характера |
| -------------- | ------------------ |
| Джулиано Мер   | Эдди «Мясник»      |
| Ронни Пинкович | Ной Каплан         |
| Игаль Наор     | Мельник            |
| Хана Азулай    | Дафна              |
| Рона Фрид      | Анджела Сассон     |
| Жак Коэн       | Г-н Сассон         |
| Габи Элдор     | Г-жа Сассон        |
| Тобиа Гелбер   | «Пиноккио»         |
| Лиор Нахман    | Слоним             |
| Дуду Яфет      | Алекс              |
| Яли Бергман    | Шимон              |
| Джон Филлипс   | Гарвин             |
| Сигал Коэн     | Яэль               |
| Яэль Дар       | Нива               |
| Джозеф Би      | Мартин             |
| Муни Йосеф     | Эльнакам           |
| Барри Лэнгфорд | Полковник Кейн     |
| Дэнни Фридман  | Лангер             |